# یواس‌اس روامر (ای‌اف-۱۹)
یواس‌اس روامر (ای‌اف-۱۹) (به انگلیسی: USS Roamer (AF-19)) یک کشتی بود که طول آن ۳۱۸ فوت ۶ اینچ (۹۷٫۰۸ متر) بود. این کشتی در سال ۱۹۳۵ ساخته شد.